# La Feuillie (Seine-Maritime)
Pour les articles homonymes, voir La Feuillie.
La Feuillie est une commune française située dans le département de la Seine-Maritime en région Normandie.

## Géographie

### Localisation
La Feuillie est située dans le pays de Bray à la limite du Vexin normand. Elle est bordée par la forêt de Lyons et se trouve en Seine-Maritime à 30 kilomètres de Rouen et 20 kilomètres de Forges-les-eaux.

### Communes limitrophes
| Nolléval                     | Le Mesnil-Lieubray, Fry (par un angle) | Beauvoir-en-Lyons                  |
| Morville-sur-Andelle La Haye | La Feuillie                            | Forêt de Lyons (Beauvoir-en-Lyons) |
| Le Tronquay (Eure)           | Lorleau (Eure), Fleury-la-Forêt (Eure) | Bézancourt                         |

### Hydrographie
La commune est située dans le bassin Seine-Normandie. Elle n'est drainée par aucun cours d'eau,.

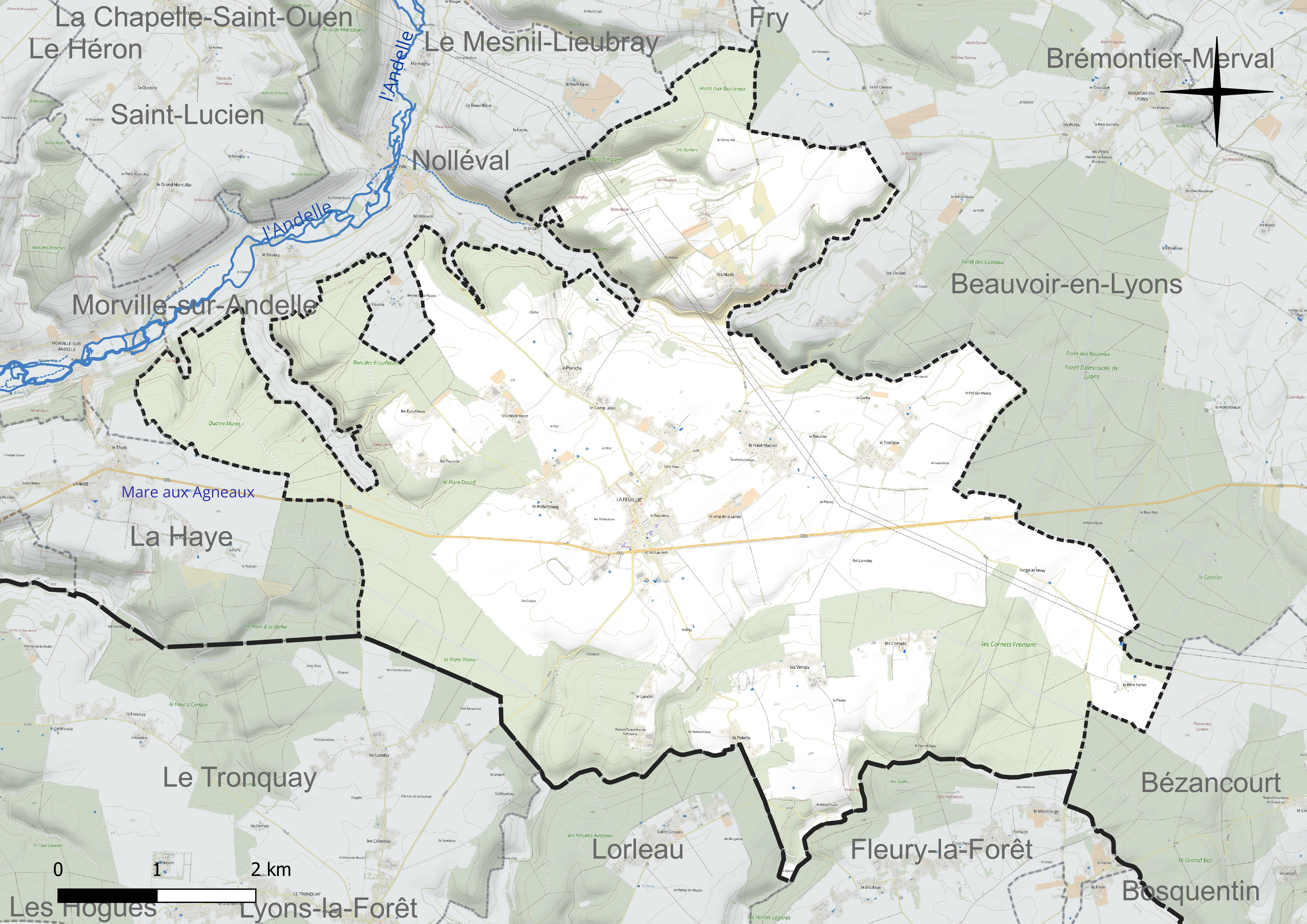
Réseau hydrographique de la Feuillie.

### Climat
Pour des articles plus généraux, voir Climat de la Normandie et Climat de la Seine-Maritime.
En 2010, le climat de la commune est de type climat océanique dégradé des plaines du Centre et du Nord, selon une étude du CNRS s'appuyant sur une série de données couvrant la période 1971-2000. En 2020, Météo-France publie une typologie des climats de la France métropolitaine dans laquelle la commune est exposée à un climat océanique et est dans la région climatique Côtes de la Manche orientale, caractérisée par un faible ensoleillement (1 550 h/an) ; forte humidité de l’air (plus de 20 h/jour avec humidité relative > 80 % en hiver), vents forts fréquents. Parallèlement le GIEC normand, un groupe régional d’experts sur le climat, différencie quant à lui, dans une étude de 2020, trois grands types de climats pour la région Normandie, nuancés à une échelle plus fine par les facteurs géographiques locaux. La commune est, selon ce zonage, exposée à un « climat contrasté des collines », correspondant au Pays de Bray, bien arrosé et frais.
Pour la période 1971-2000, la température annuelle moyenne est de 9,8 °C, avec une amplitude thermique annuelle de 14,2 °C. Le cumul annuel moyen de précipitations est de 838 mm, avec 12,7 jours de précipitations en janvier et 8,8 jours en juillet. Pour la période 1991-2020, la température moyenne annuelle observée sur la station météorologique la plus proche, située sur la commune de Forges-les-Eaux à 17 km à vol d'oiseau, est de 10,7 °C et le cumul annuel moyen de précipitations est de 860,1 mm,. Pour l'avenir, les paramètres climatiques de la commune estimés pour 2050 selon différents scénarios d’émission de gaz à effet de serre sont consultables sur un site dédié publié par Météo-France en novembre 2022.

## Urbanisme

### Typologie
Au 1er janvier 2024, La Feuillie est catégorisée commune rurale à habitat dispersé, selon la nouvelle grille communale de densité à sept niveaux définie par l'Insee en 2022.
Elle est située hors unité urbaine. Par ailleurs la commune fait partie de l'aire d'attraction de Rouen, dont elle est une commune de la couronne,. Cette aire, qui regroupe 317 communes, est catégorisée dans les aires de 200 000 à moins de 700 000 habitants,.

### Occupation des sols
L'occupation des sols de la commune, telle qu'elle ressort de la base de données européenne d’occupation biophysique des sols Corine Land Cover (CLC), est marquée par l'importance des territoires agricoles (59,3 % en 2018), en diminution par rapport à 1990 (62 %). La répartition détaillée en 2018 est la suivante : 
terres arables (38,7 %), forêts (37,2 %), prairies (17,7 %), zones agricoles hétérogènes (2,9 %), zones urbanisées (2,7 %), milieux à végétation arbustive et/ou herbacée (0,8 %). L'évolution de l’occupation des sols de la commune et de ses infrastructures peut être observée sur les différentes représentations cartographiques du territoire : la carte de Cassini (XVIIIe siècle), la carte d'état-major (1820-1866) et les cartes ou photos aériennes de l'IGN pour la période actuelle (1950 à aujourd'hui).

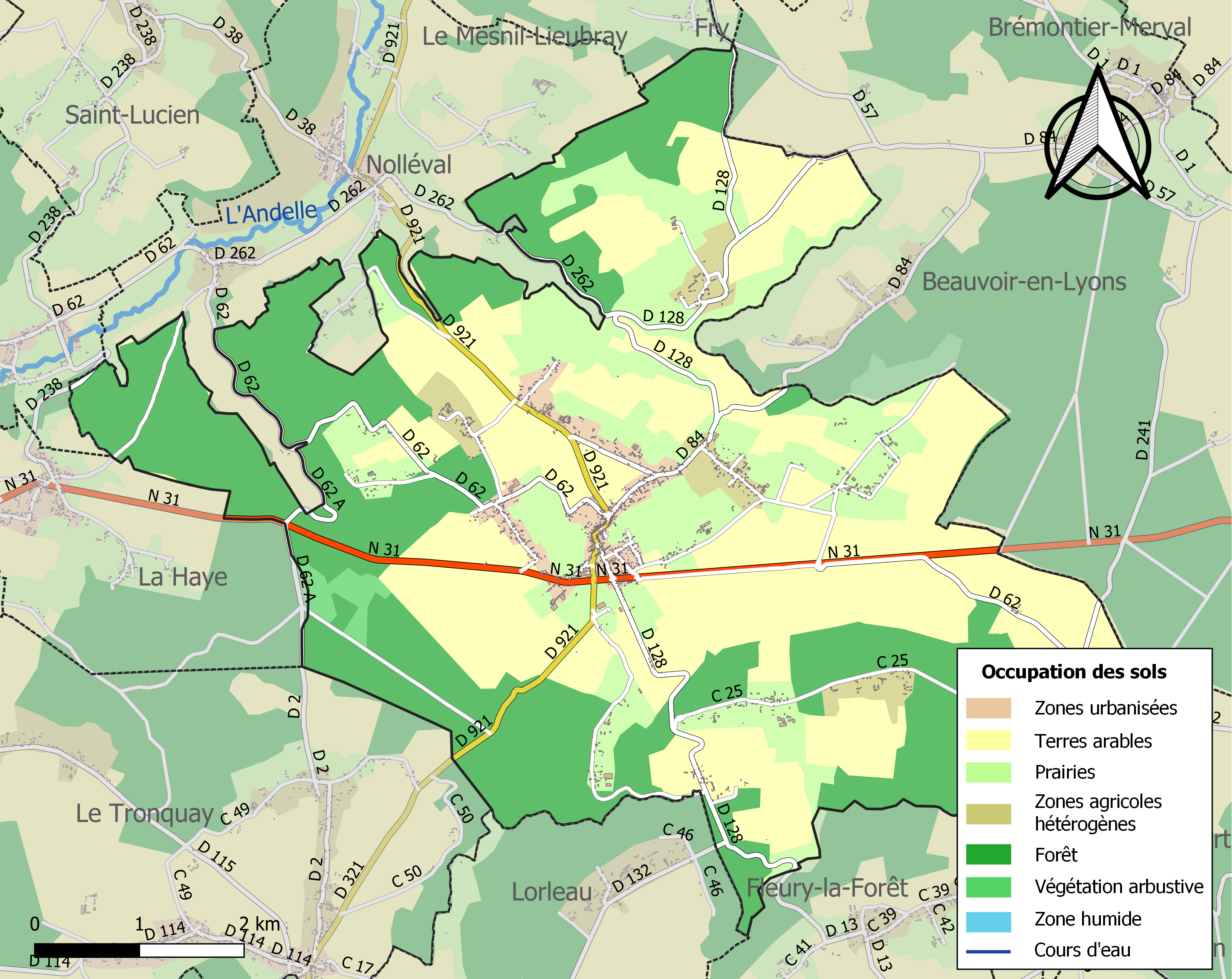
Carte des infrastructures et de l'occupation des sols de la commune en 2018 (CLC).

### Voies de communication et transports
La Feuillie est située au carrefour de la route nationale 31 (route européenne 46) et de l'ancienne route nationale 321 déclassée en RD 921.

## Toponymie
Le nom de la localité est attesté sous la forme Foilloie en 1293.
Le toponyme est issu de l'ancien français feuillie, feuillée, « habitation, loge construite ou couverte de feuilles », qui évoque une habitation temporaire, sans doute en relation avec une activité forestière (bûcherons, charbonniers, gardiens d'animaux, gardes forestiers…).
Homonymie avec La Feuillie (Manche).

## Histoire
- 1289 : première mention du manoir royal de La Feuillie-en-Lyons fréquemment utilisé par Philippe le Bel et ses enfants. Il y séjourna 27 fois (séjours attestés) pendant son règne (1286-1314). Il y a fait installer l'un des tout premiers haras du royaume. Il était déjà détruit en 1541.
- XIVe siècle : La Feuillie devient une paroisse.
- Jusqu'au XVIe siècle, les défrichements continuent, de nombreux hameaux apparaissent.
- 1560 : Charles IX remplace le manoir et le remplace par le château de Richebourg, dont le pavillon de chasse est démoli en 1826. Il en reste aujourd'hui le porche d'entrée, une tour de guet et un bâtiment de ferme.

## Politique et administration
| Période                                  | Période                    | Identité             | Étiquette | Qualité                                                                                       |
| ---------------------------------------- | -------------------------- | -------------------- | --------- | --------------------------------------------------------------------------------------------- |
| Les données manquantes sont à compléter. |                            |                      |           |                                                                                               |
| 1790                                     | 1792                       | François Fleury      |           |                                                                                               |
| 1792                                     | 1792                       | Jacques Durand       |           |                                                                                               |
| 1792                                     | 1814                       | P.J. Dujardin        |           |                                                                                               |
| 1814                                     | 1816                       | M. Blondel           |           | Notaire                                                                                       |
| vers 1822                                | 1825                       | André Martin Douelle |           | Propriétaire                                                                                  |
| Les données manquantes sont à compléter. |                            |                      |           |                                                                                               |
| vers 1836                                |                            | Jean Benoit Auger    |           |                                                                                               |
| Les données manquantes sont à compléter. |                            |                      |           |                                                                                               |
| vers 1874                                | vers 1899                  | Théodule Letellier   |           |                                                                                               |
| vers 1904                                |                            | Adolphe Ravette      |           |                                                                                               |
| Les données manquantes sont à compléter. |                            |                      |           |                                                                                               |
| vers 1926                                |                            | Louis Poullard       |           |                                                                                               |
| Les données manquantes sont à compléter. |                            |                      |           |                                                                                               |
| 1999                                     | En cours (au 10 août 2020) | Pascal Legay         | UMP → LR  | Conseiller d’entreprise dans un cabinet d’expertise comptable Réélu pour le mandat 2020-2026, |

## Enseignement
Collège la Hêtraie

## Démographie
L'évolution du nombre d'habitants est connue à travers les recensements de la population effectués dans la commune depuis 1793. Pour les communes de moins de 10 000 habitants, une enquête de recensement portant sur toute la population est réalisée tous les cinq ans, les populations de référence des années intermédiaires étant quant à elles estimées par interpolation ou extrapolation. Pour la commune, le premier recensement exhaustif entrant dans le cadre du nouveau dispositif a été réalisé en 2007.

En 2022, la commune comptait 1 245 habitants, en évolution de −4,3 % par rapport à 2016 (Seine-Maritime : +0,35 %, France hors Mayotte : +2,11 %).
| 1793  | 1800  | 1806  | 1821  | 1831  | 1836  | 1841  | 1846  | 1851  |
| ----- | ----- | ----- | ----- | ----- | ----- | ----- | ----- | ----- |
| 2 400 | 2 510 | 2 501 | 2 284 | 2 154 | 2 097 | 2 100 | 1 968 | 1 959 |

| 1856  | 1861  | 1866  | 1872  | 1876  | 1881  | 1886  | 1891  | 1896  |
| ----- | ----- | ----- | ----- | ----- | ----- | ----- | ----- | ----- |
| 1 779 | 1 724 | 1 618 | 1 580 | 1 515 | 1 586 | 1 378 | 1 340 | 1 288 |

| 1901  | 1906  | 1911  | 1921 | 1926 | 1931  | 1936  | 1946  | 1954  |
| ----- | ----- | ----- | ---- | ---- | ----- | ----- | ----- | ----- |
| 1 243 | 1 198 | 1 129 | 988  | 996  | 1 002 | 1 038 | 1 104 | 1 090 |

| 1962  | 1968  | 1975  | 1982  | 1990  | 1999  | 2006  | 2007  | 2012  |
| ----- | ----- | ----- | ----- | ----- | ----- | ----- | ----- | ----- |
| 1 039 | 1 021 | 1 022 | 1 030 | 1 008 | 1 096 | 1 194 | 1 207 | 1 275 |

| 2017  | 2022  | - | - | - | - | - | - | - |
| ----- | ----- | - | - | - | - | - | - | - |
| 1 296 | 1 245 | - | - | - | - | - | - | - |

## Culture locale et patrimoine

### Lieux et monuments

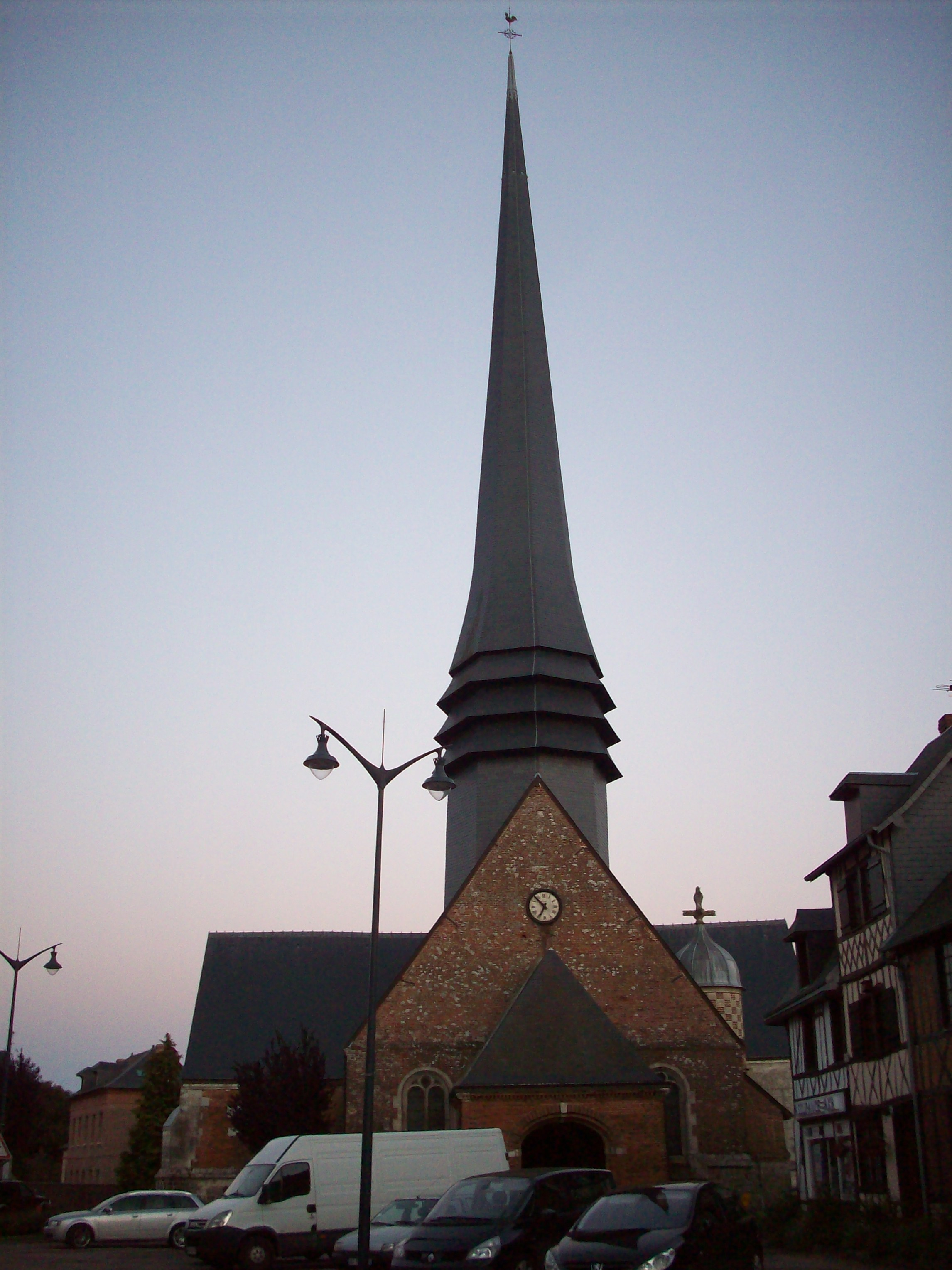
L'église Saint-Eustache.

- Église Saint-Eustache. La Feuillie est connue pour son clocher, qui est le plus haut clocher ardoisé de France (54 m). Ce clocher est tombé du fait de la tempête Lothar (26 décembre 1999), mais sa restauration est désormais achevée, et le bourg a retrouvé son titre.
- Château du Richebourg. Il reste le porche d'entrée du château, érigé par Charles IX, démoli en 1826.
- Puits des Mazis (1894), il fait 90 m de profondeur.
- Monument aux morts (1920).

### Personnalités liées à la commune
- Pierre Ernest Séré-Depoin (1824-1901), né le 19 mars 1824 à La Feuillie, banquier, maire de la ville de Pontoise de 1865 à 1871.

### Héraldique
| Armes de La Feuillie | Les armes de la commune de La Feuillie se blasonnent ainsi : D'azur à la silhouette de village d’argent planté d’arbre de sinople, l’église au centre avec un long clocher accosté à dextre d’une tête de cerf contournée et à senestre d’un casque à nasal, taré de profil, soutenu d’une épée basse, le tout d’argent au chef aussi de sinople soutenu d’un filet d’or. |